# Wicked : Partie 2
Pour les articles homonymes, voir Wicked.
Série Wicked
Wicked
(2024)
Pour plus de détails, voir Fiche technique et Distribution.
Wicked : Partie 2, ou Wicked : Pour de bon au Québec, (Wicked: For Good) est un film musical américain réalisé par Jon M. Chu et dont la sortie est prévue pour 2025.
Il s'agit de la deuxième partie d'une adaptation en deux films de la comédie musicale Wicked de Stephen Schwartz et Winnie Holzman, lancée en 2003 à Broadway, elle-même basée sur le roman Wicked : La Véritable Histoire de la méchante sorcière de l'Ouest de l'auteur américain Gregory Maguire. Se déroulant après le film Wicked (2024), ce second volet adapte le deuxième acte du spectacle.
Mettant toujours en scène Cynthia Erivo et Ariana Grande-Butera dans les rôles d'Elphaba et Glinda, le film se déroule après qu'Elphaba soit devenue la Méchante sorcière de l'Ouest et parallèlement à l'aventure de Dorothy Gale au Pays d'Oz.

## Synopsis
Depuis qu'elle s'est opposée au Magicien d'Oz, Elphaba est surnommée la Méchante sorcière de l'Ouest par la population du Pays d'Oz qui pense qu'elle est maléfique. De son côté, Glinda est devenu la figure populaire du régime du Magicien et est surnommée la Bonne Glinda, tandis que Fiyero devient le capitaine de la garde du Magicien, bien qu'il doute encore de la culpabilité d'Elphaba.

## Fiche technique
Sauf indication contraire, les informations mentionnées dans cette section peuvent être confirmées par la base de données cinématographiques IMDb,  présente dans la section « Liens externes ».
- Titre original : Wicked: For Good
- Titre français : Wicked : Partie 2
- Titre québécois : Wicked : Pour de bon[1]
- Réalisation : Jon M. Chu
- Scénario : Winnie Holzman[note 1] et Dana Fox, d'après la comédie-musicale éponyme et le roman Wicked : La Véritable Histoire de la méchante sorcière de l'Ouest de Gregory Maguire
- Musique :
  - John Powell et Stephen Schwartz (musique de scène)
  - Stephen Schwartz (chansons)
- Décors : Nathan Crowley
- Costumes : Paul Tazewell
- Photographie : Alice Brooks
- Casting : Tiffany Little Canfield et Bernard Telsey
- Montage : Myron Kerstein
- Production : Marc Platt et David Stone
- Production déléguée : David Nicksay, Stephen Schwartz et Jared LeBoff
- Sociétés de production : Marc Platt Productions
- Société de distribution : Universal Pictures
- Budget : 150 millions de $[2]
- Pays de production :  États-Unis
- Langue originale : anglais
- Format : couleur — DCP 4K — 2,39:1 — son Dolby Atmos
- Genre : fantastique et musical
- Dates de sortie : Dates sujettes à modification
  - France, Belgique, Suisse romande et Luxembourg : 19 novembre 2025[3]
  - États-Unis et Canada : 21 novembre 2025

## Distribution
- Cynthia Erivo : Elphaba Thropp / la Méchante sorcière de l'Ouest
- Ariana Grande-Butera : Galinda Upland / Glinda / la Bonne Glinda
- Jonathan Bailey : Fiyero Tigelaar / l'Épouvantail
- Ethan Slater (en) : Boq Woodsman / l'Homme en fer-blanc
- Marissa Bode (en) : Nessarose Thropp / la Méchante sorcière de l'Est
- Michelle Yeoh : Madame Morrible
- Jeff Goldblum : le Magicien d'Oz
- Peter Dinklage : Dr Dillamond (voix)
  - Luisa Guerrerio : Dr Dillamond (capture de mouvement)
- Robin Guiver : Chister (Chistery en version originale, capture de mouvement)
- Bowen Yang : Pfannee
- Bronwyn James : ShenShen

## Production

### Genèse et développement
Après plusieurs années à tenter de développer une adaptation de la comédie musicale Wicked, Universal Pictures lance officiellement en 2021, la production d'un film basé sur le spectacle avec Jon M. Chu à la réalisation Il est rejoint par Alice Brooks à la photographie et Nathan Crowley pour les décors,. Alors que le tournage du film devait débuter en juin 2022 au Royaume-Uni, Jon M. Chu annonce que finalement, le spectacle sera adapté en deux films qui seront tourné en simultané afin de l'adapter fidèlement, sans couper de scènes, réduire la présence de certains personnages ou modifier l'histoire.
Stephen Schwartz, le compositeur des chansons, dévoile que la décision de diviser le film en deux parties est notamment due au fait que l'équipe avait des difficultés à continuer le film après la chanson Defying Gravity sans marquer une pause comme dans le spectacle. En effet, la chanson a été composée de manière à marquer clairement la fin du premier acte du spectacle et la scène suivante paraissait par conséquent anticlimactic sans une séparation entre les deux scènes. Le deuxième film adapte donc le deuxième acte du spectacle. Schwartz confirme également qu'il devrait contenir deux nouvelles chansons.
Adapter le spectacle en deux films offre également à l'équipe l'occasion de s'attarder et développer les personnages et des éléments de l'histoire, le spectacle original étant connu pour son rythme rapide ne lui permettant pas forcément de le faire. Cynthia Erivo précisera également que des éléments du roman de Gregory Maguire qui n'ont pas été retenus dans le spectacle seront inclus dans le film.

### Tournage
Le tournage du film débute en même temps que celui du premier volet en décembre 2022. Alors qu'il devait se terminer le 23 juillet 2023, le tournage est interrompu le 13 juillet 2023 à la suite de la grève SAG-AFTRA. Jonathan Bailey dévoile qu'il est l'un des rare acteur à avoir pu bénéficier de quatre jours de tournage durant la grève, l'acteur étant membre d'un syndicat britannique. Lors de ses jours de tournage, les autres personnages étaient joués par des doublures.
Le tournage reprend au début de l'année 2024 et se termine officiellement le 26 janvier 2024. Peu avant la sortie du premier volet, il est dévoilé que l'équipe s'est également rendue dix jours en Égypte dans le courant de l'année 2023 afin de tourner des scènes à destination du deuxième film dans le désert blanc.

### Post-production
Comme pour le premier film, la société Industrial Light & Magic est chargé des effets spéciaux du film sous la supervision de Pablo Helman. Sur les réseaux sociaux, Jon M. Chu dévoile que lorsqu'il ne peut pas se déplacer en personne, il utilise l'Apple Vision Pro afin de superviser la post-production avec l'équipe des effets spéciaux ou avec le monteur du film, Myron Kerstein.

## Musique
En juillet 2024, il est dévoilé que John Powell s'est occupé de co-composer la musique de scène des deux films tandis que Jeff Atmajian à retravaillé l'orchestration des chansons de la comédie musicale qui avaient été orchestrées à l'origine par William David Brohn. Pour les deux films, 80 musiciens composait l'orchestre contre 23 pour le spectacle original. L'enregistrement s'est déroulé au AIR Studios à Londres. Pour les chansons, l'orchestre était dirigé par Stephen Oremus, le premier chef d'orchestre du spectacle, tandis que Powell à lui-même dirigé l'orchestre pour la musique de scène.

### Numéros musicaux
Le film reprendra l'ensemble des numéros musicaux du deuxième acte de la comédie musicale, ainsi que deux nouvelles chansons composées spécialement pour le film.

## Différences avec la comédie musicale
Comme le premier volet, il a été annoncé que le film devrait suivre fidèlement le deuxième acte de la comédie musicale en y ajoutant quelques éléments différents. Certains ajouts ont déjà été confirmés par la production, notamment l'ajout de deux nouvelles chansons composées spécialement pour le film, une pour Elphaba et une pour Glinda.
Marissa Bode, l'interprète de Nessarose, a dévoilée que le numéro musical The Wicked Witch of the East serait légèrement modifié. Dans le spectacle, quand Nessarose découvre que la magie d'Elphaba peut lui permettre d'effacer son handicap, elle supplie cette dernière de lui donner la possibilité de marcher. L'actrice étant réellement paraplégique, contrairement aux actrice ayant jouée le rôle au théâtre, le numéro a été réadapté pour elle.
Dans la comédie musicale, le personnage de Dorothy Gale n'apparaît que lors de la scène où elle lance le seau d'eau sur Elphaba. Lors de cette scène, son ombre peut être aperçue rapidement sur un écran. Néanmoins, le personnage n'est pas réellement présent dans le spectacle, le deuxième acte se déroule parallèlement aux événements du Magicien d'Oz mais ne montre jamais aucune scènes de l'aventure de Dorothy, contrairement au roman de Gregory Maguire où son rôle est plus important. Le film devrait se rapprocher du livre sur cet aspect et intégrer des scènes de son aventure et offrir un rôle plus important au personnage afin de développer l'histoire et de montrer les événements qui se sont déroulé entre les numéros musicaux No Good Deed et March of the Witch Hunters.

## Sortie

### Marketing
En avril 2023, une video montrant des extraits du tournage ou encore des scènes des films est diffusée aux propriétaires de salles de cinéma lors du salon professionnel organisé par la National Association of Theatre Owners. Le 11 février 2024, une courte bande-annonce, incluant des scènes issues des deux films, est diffusée lors du Super Bowl LVIII. La première bande-annonce du film a été diffusée le 4 juin 2025 lors de séances spéciales du premier film aux États-Unis et au Canada. Elle a ensuite été diffusé en ligne dans la foulée.
La chaine NBC, qui appartient au même groupe que Universal Pictures, et qui avait participé à la promotion du premier film, notamment avec la diffusion d'un documentaire, diffusera en novembre 2025 une émission spéciale intitulée The Wicked Event Special, enregistrée au Peacock Theater avec la participation de plusieurs acteurs du film, dont Cynthia Erivo et Ariana Grande, et d'invités spéciaux.

### Produits et médias dérivés
Afin de promouvoir le film, Universal Pictures collabore de nouveau avec plusieurs entreprises ayant proposées des produits dérivés pour le premier film. Lego et Mattel sont de retour en tant que principaux partenaires du studio pour la production de jeux et jouets dérivés.